# 下施泰德姆
下施泰德姆是德国莱茵兰-普法尔茨州的一个市镇。总面积5.46平方公里，总人口241人，其中男性132人，女性109人（2011年12月31日），人口密度44人/平方公里。